# Vĩ gié Trung Quốc
Vĩ gié Trung Quốc hay còn gọi tinh tiết Trung Quốc (danh pháp khoa học: Stachyurus chinensis) là một loài thực vật có hoa trong họ Stachyuraceae. Loài này được Franch. miêu tả khoa học đầu tiên năm 1898.